# Associació Comunitat Valenciana de Montevideo
L'Associació Comunitat Valenciana de Montevideo (ACVM) és una entitat cultural fundada el 1990 a la capital de l'Uruguai.
L'objectiu d'aquesta organització sense fins lucratius és difondre la cultura valenciana a Montevideo, en particular, i a l'Uruguai en general. Fundada el 18 d'agost de 1990, l'ACVM ha estat interessada a fer conèixer també la realitat política i social dels valencians. Entre altres tasques, l'ACVM organitza events, festes, reunions educatives i jornades d'integració social entre uruguaians i els valencians i els seus descendents en aquest país d'Amèrica del Sud.
L'ACVM compta amb el reconeixement dels governs de l'Uruguai i de la Generalitat Valenciana.